# Ritchiea agelaeifolia
Ritchiea agelaeifolia là một loài thực vật có hoa trong họ Capparaceae. Loài này được Gilg miêu tả khoa học đầu tiên năm 1902.